# Xenobotrytis acaducospora
Xenobotrytis acaducospora är en svampart som beskrevs av R.F. Castañeda & W.B. Kendr. 1990. Xenobotrytis acaducospora ingår i släktet Xenobotrytis, divisionen sporsäcksvampar och riket svampar.   Inga underarter finns listade i Catalogue of Life.